# Il nido del ragno
Pour plus de détails, voir Fiche technique et Distribution.
Il nido del ragno, parfois connu sous son titre anglais The Spider Labyrinth, est un film d'épouvante italien réalisé par Gianfranco Giagni (it) et sorti en 1988.

## Synopsis
Alan Whitmore est un professeur de religions orientales chargé d'aller à Budapest pour enquêter sur les raisons pour lesquelles son collègue, le professeur Roth, ne donne plus de nouvelles. Withmore parvient à prendre contact avec lui et à lui parler juste avant que le professeur ne soit retrouvé pendu dans sa chambre. À partir de ce moment, Withmore se retrouve confronté à une mystérieuse secte secrète.

## Fiche technique
Sauf indication contraire, les informations mentionnées dans cette section peuvent être confirmées par la base de données cinématographiques IMDb,  présente dans la section « Liens externes ».
- Titre original : Il nido del ragno[1]
- Réalisation : Gianfranco Giagni (it)
- Scénario : Gianfranco Manfredi, Riccardo Aragno, Tonino Cervi, Cesare Frugoni (it)
- Photographie : Sebastiano Celeste (it)
- Montage : Sergio Montanari
- Musique : Franco Piersanti
- Effets spéciaux : Sergio Stivaletti
- Production : Tonino Cervi
- Société de production : Reteitalia, Splendida Film
- Pays de production :  Italie
- Langue originale : italien
- Genre : Horreur
- Durée : 86 minutes
- Dates de sortie : 
  - Italie : 25 août 1988

## Distribution
- Roland Wybenga : Professeur Alan Whitmore
- Paola Rinaldi : Genèvieve Weiss
- Stéphane Audran : Madame Kuhn
- Margareta von Krauss : Silvia Roth
- William Berger : L'homme mystérieux
- Claudia Muzi : Martha
- Bill Bolender
- Arnaldo Dell'Acqua
- Attila Löte
- John Morrison
- Massimiliano Pavone
- Valeriano Santinelli

## Production
Avant de travailler sur Il nido del ragno, le réalisateur Gianfranco Giagni (it) était actif à la radio et à la télévision depuis le mitan des années 1970. En plus de réalisé des clips vidéos, il est à l'origine de l'émission musicale Mister Fantasy (it) et du court-métrage Giallo e nero. Le producteur Tonino Cervi avait apprécié son court-métrage et lui avait proposé de réaliser son premier lonhg-métrage, le film d'épouvante Il nido del ragno.
Le scénario original du film a été mis au point par Cervi, Riccardo Aragno et Cesare Frugoni (it) plusieurs années avant le début de la production. Giagni a pensé que le scénario était un peu daté, et a demandé à Gianfranco Manfredi de le moderniser. Leurs modifications du scénario ont provoqué le changement du lieu de tournage de Venise à Budapest.

## Accueil critique
Dans une critique rétrospective, Scott Aaron Stine note dans son ouvrage sur les films d'épouvante des années 1980 que malgré le fait que les scènes sanglantes ne débutent qu'à partir de la 40e minute, le film est « engageant et bien mis en scène », et qu'il soutient la comparaison avec les films de Dario Argento ou de Mario Bava. Louis Paul écrit dans son ouvrage-somme sur les réalisateurs italiens de films d'horreur que le film est l'un « des plus obscures et atmosphériques des films d'épouvante italiens modernes ».